# Bertula kosemponica
Bertula kosemponica là một loài bướm đêm trong họ Erebidae.